# 马努·迪班戈
马努·迪班戈（Manu Dibango，1933年12月12日—2020年3月24日），喀麥隆音樂家、歌曲寫手，其演奏樂器是薩克斯風和顫音琴。他的作品融合了爵士樂、放克及喀麥隆傳統音樂的風格。他的父親是來自亞巴西的原住民，母親則是杜阿拉人。他以1972年的單曲《靈魂馬庫薩》（Soul Makossa）而出名。
2020年3月24日，他在法國巴黎因染上2019冠狀病毒病而去世。